# Adolfina
Adolfina – żeński odpowiednik (obok Adolfy) imienia Adolf. 
Adolfina imieniny obchodzi: 9 lipca, na pamiątkę św. Adolfiny Diercks.
Zobacz też:
- (608) Adolfine - planetoida